# 汉语语法
標準汉语语法的始究始於清初。现代汉语语法最大的特点是没有严格意义的形态变化。名词没有格的变化，也没有性和数（少部份指人的詞可能以「們」來指示其眾數形）的区别。动词不分人称，也没有时态；另漢語常常可將多個動詞置於同一個句子中，此即連動結構。这一不同于欧洲语言的特点，使得在历史上很长一段时间内，汉语被很多语言学家认为没有语法也没有词类，20世纪历史学家威尔·杜兰特在《文明的故事》第一卷《东方的遗产》一书中仍然认为汉语没有语法和词类。
现在的观点认为，汉语有语法也有词类，只是它的语法不同于欧洲语言，而且一个词语存在多词性现象。汉语语法的另外一个特点是省略，在存在上下文语境的情况下，不影響意思理解的词往往被省略掉。但現在受到西方語法影響，反而产生了累贅詞，造成同樣意思的詞重複多次。

## 研究史

### 清末之前
早期官話的第一部系統著作，是醫學博士雷慕沙在1822年以法語撰的《漢文啟蒙》（Élémens de La Grammaire Chinoise），他對官話語法的理解遠遠超越18世紀的不成熟之作，而且是第一部擺脫了以拉丁語的語法概念硬套在漢語的漢語語法書，是世界對漢語研究的轉捩點之作。稍早，18世紀有兩部不成熟的著作：道明會會士瓦罗以西班牙语撰的《华语官话语法》（Arte de la Lengua Mandarina）主述南京官話的詞類，惟語法的篇幅僅30頁，1682年在福州府寫成手抄本小量流傳，1703年在廣州印刷，是第一部流傳於世的官話語法；然後有法國耶穌會會士马若瑟以拉丁語撰的《汉语札记》（Notitia Lingae Sinicae），大量梳理文言文和南京官話的詞類用例，但未有系統總結語法規則，不足稱為語法書，該書在1728年以手抄本小量流傳。
如果算上失傳之作，西班牙道明會在16~17世紀菲律賓寫成數十部已失傳的官話語法及閩南語語法書。該系列有一本1620年的《漳州話語法》（Arte de la Lengua Chio Chiu）倖存，乃現存最早的漢語語法書。

### 20世紀以來

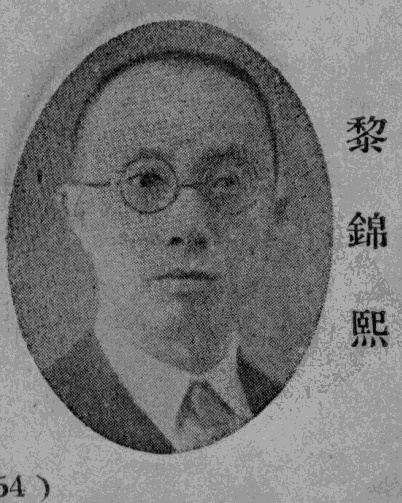
《新著国语文法》（1924）作者黎錦熙

1898年《馬氏文通》是世上第一部以中文（文言文）寫成的語法書（研究的是言文語法文），打破了中文學術圈裡只研究漢語的文字學、音韵學、训诂學三門傳統小學的做法，對中國人的影響超越了之前歐洲學者研究漢語語法的外語著作。《馬氏文通》的許多詞類概念為20世紀初研究漢語語法者沿用。黎锦熙的《新著国语文法》（1924）在民国时代讲现代汉语语法的著作中，影响最大。1956年人民教育出版社制定暂拟汉语教学语法系统，並應用於初级中学《汉语》课本。。

## 語法史分期
1910年代新文学运动以来，大量作家以现代汉语寫作，是现代汉语语法的重要形成期。1949年之後，臺灣和大陸的語法標準沿不同的軌跡發展。

## 汉语结构
语言最基本的单位是语素，语素被定义为最小的有意义单位，汉语的单字可以作为语素。
词由数个语素组成，譬如男人是一个词，是由单字语素“男”和“人”组成。
数个词组成短语，譬如一个男人是一个短语，是由两个词——“一个”和“男人”组成。
数个短语组成句子，譬如一个男人出现了，是由两个短语——“一个男人”和“出现了”组成。

## 語序
漢語語序如下：
- 基本語序：主詞─動詞─受詞（SVO），有些補語（如許多「介詞」片語和以「地」結尾的副詞等）置於動詞前，有些置於受詞後
- 「介詞」有些為前置詞（如「在」、「從」等），有些為後置詞（如「上」、「中」、「下」、「前」等），前置之「介詞」很多為所謂的伴動詞（Coverb）
- 數詞、形容詞、指示詞和關係子句等置於被修飾詞前方

## 語素
- 最小的語言單位:

在现代汉语裡，语素是最小的语音语义结合体，是最小的语言单位。“一个语言片段，一层一层的切分，分到不能再分的最小的单位，就是语素。”例如，“树胶”这个词可以分成“树”与“胶”两个语素，有“树木所产生的胶汁”之意。
- 一個字，一個語素:

在汉语里，大多数的单字同时也是一个语素，例如：“我、他、家、飞、跟、动、太、是、日、月、过、了、着、啊、呀”等等；不过，有些语素由两个以上的汉字组成，如“蜻蜓”、“葡萄”等，因为当“蜻”与“蜓”、“葡”与“萄”分开时，并不会带来任何含义，或者单字语素的含义和前者没有直接关系，如“葡”（葡萄牙的简称）与“葡萄”（一种水果）。
- 多字形成一個詞，代表一個語素，不可拆:

一些二字单词如“马虎”也是一个语素，因为“马虎”（形容草率）拆成“马”与“虎”时，“马”与“虎”这两个字所带的语素含义和“草率”没有关系。还有许多外来音译词，如：“巧克力、维基、英格兰、葡萄牙”等等也是不能再拆分的语素。
- 語素本身可以是一個詞，也可以跟其他語素結合形成新的詞:

有些语素可以单独成词，如：“我、家、有、个、大”等等，称为单纯词，也可以和其他语素合成一个新的词，如：“我們、家庭、沒有、三個、大象”等等，称为合成词。还有许多不能单独成词的语素，即不自由语素和半自由语素。
語素依音节位数来划分，可分为：
- 单音节语素
- 双音节语素
- 多音节语素
- 非音节语素

語素依构词能力来划分，可分为：
- 自由语素
- 半自由语素
- 不自由语素

語素依位置是否固定来划分，可分为：
- 定位语素
- 不定位语素

## 词
汉语词类，不同于其它语言，特别是汉语作为使用意音文字的语言，更有别于使用拼音文字。汉语词性也和其他语言有共性，词语可以拥有两种或以上词性，从文法的角度来看，和其他语言之间共有的基本词类有动词、名词、代词、形容词、副词、介词和连接词等。

### 詞的分類
汉语词类没有统一的划分标准，分类方法很多，基本上可按照音節形式、內部結構及語法功能三方面來分類。
- 音節形式：可以分為單音節詞、雙音節詞和多音節詞。
- 內部結構：只由一個語素構成的詞稱為單純詞，由兩個或以上語素構成的詞稱為合成詞。
- 語法功能：按語法功能區分的類別稱為詞類，基本分为实词和虚词兩大类：
  - 实词：名词、動詞、形容詞、狀態詞、區別詞、数词、量词、代词
  - 虚词：副词、介词、连词、助词、擬聲詞、嘆詞。

### 詞的歧义
一个词在没有语境的情况下不能只按字面意义解释，以构词法组成的词，其含义虽和构词语素有一定联系，但也不能逐字理解。

## 詞組／短語
短语可由两个或以上的词所组成，也可以由較小的短語結合成為較大的短語。短語如果不加上語調，就不算是句子。短語按其成份的語義關係，可分为并列短语、同位短语、偏正短语、动宾短语、谓补短语、主谓短语、连动短语、兼语短语、介宾短语等。
| 短語的語義關係類型 | 語義關係                                                                     | 例 |
| ------------------ | ---------------------------------------------------------------------------- | --- |
| 并列（联合）短语   | 两个或以上的詞語的并列，之间可能以连词连接                                   | “我和他”、“美丽聪慧”、“高大威猛”、“唱歌跳舞”、“又唱又跳”、“一边走路，一边赏花”、“陆地与海洋”                                 |
| 同位短语           | 两个或以上的詞語、从不同角度指同一事物，亦有互相补充说明之作用               | “我们两个”、“咱们仨”、“宝岛台湾”、“世界最长的建筑物——万里长城”、“马来西亚首都吉隆坡”、“诗仙李白”、“诗圣杜甫”、“东方之珠香港” |
| 偏正短语           | 前面的词語修饰、描述后面的中心词，中间可能有結構助词“的”、“地”等             | “我（的）妈妈”、“美丽（的）上海”、“美国（的）总统”、“我（的）家”、“高兴（地）说”、“台湾（的）作家龙应台”                     |
| 述宾（动宾）短语   | 前面的动词支配后面的词（宾语）                                               | “看书”、“唱歌”、“洗衣服”、“编写新书”、“做蛋糕”、“听歌”、“穿越森林”                                                           |
| 述补（谓补）短语   | 后面的词（补语）补充前面的动词，中间可能有結構助词“得”连接                   | “吓坏”、“打破”、“打死”、“看得入神”、“笑成一团”、“走得快”、“变得不像样”                                                       |
| 主谓短语           | 在後的成分（謂語）對在前的主語作出陳述                                       | 你开始哭了、他坚持离去、小明没有带东西；斜体字部份为主谓短语。                                                               |
| 连动（连谓）短语   | 两个或以上连续、接连而下动作。不同于并列短语，兩個动作先後緊接著進行         | “开门出去”、“拿起书包开门出去”、“起立行礼”、“提笔写字”、“拿起来看看”                                                         |
| 兼语短语           | 由动宾短语与主谓短语组合起来的短语。中間的成分既是前者的賓語，也是後者的主語 | “叫他出去”、“抓他出来”、“哄孩子睡觉”、“供一家吃饭”、“教学生读书”                                                             |
| 介宾短语           | 由介词（在前）前置於其他成分而组成，使該成分在句中充當狀語                   | 我在家里睡觉 |

## “的地得”
此处讨论“的”“地”“得”三个词是指汉语中特殊的连接词，并非用作介词和语气助词。
严格地说这三个字并不算词语，而是程度状态连接语素。

### “的”字用法
用于连接形容词（或表示状态的短语）和其后被作用的词语，可以是名词、代词、动词（做名词时）、形容词、短语等。“的”字前面的词语用来修饰、限制“的”后面的事物，表示“的”后面的事物怎么样。
而名词和代词后面用“的”表示所有和归属，与上述不同。
例：
- 蓝蓝的天（形容词＋的＋名词，定语修饰、限定中心语）
- 可爱的你（形容词＋的＋代名詞，定语修饰、限定中心语）
- 漫无目的的搜索（状态短语＋的＋动名词，此时“搜索”为名词，如：探险队在森林里進行了一場漫无目的的搜索。）
- 可供查证的参考来源（状态短语+的＋名词性短语）
- 漂亮的蓝（形容词＋的＋形容词，在这种结构下，“蓝”起名词的作用）
- 我的笔（代名词+的+名词）

### “地”字用法
状态词或状态短语＋地构成状语，其后连接被作用的词语，主要是动词和动词短语。Ａ＋地＋Ｂ的结构，表示动作Ｂ以状态Ａ进行着。
“地”在一般使用中有时混淆成“的”，一些人认可“的”代替“地”（因为在汉语中，动作本身可以被看作是一个名词），但仍为其他人视作错。另外，“地”字也经常省略。
例：
- 飞快地跑开了（副词+动词短语，状语修饰中心语）
- 紧张地耕作（副词+动词，状语修饰中心语）
- 漫无目的地搜索（状态短语＋地＋动词，此时“搜索”为动词，如：探险队在森林里漫无目的地搜索。）
- 高兴地跳起来（副词+动词短语，此时“跳起来”是动词短语，表示动作，如：第二个动作还没完成，他就高兴地跳起来。）

### “得”字用法
用于连接动词、副词、形容词、或表示状态的短语（但不能是名词、代词、数词、量词等以及不能表现状态的短语）和其后被作用的词语，主要是形容词和副词以及状态短语。“得”字后面的词语用来补充、修饰、限制“得”前面的动作或状态，说明“得”前面的词语怎么样，多是表示前面词语的程度，可以部分看作是“地”的反转结构。
例：
- 跑得快（动词+副词，补语）
- 扔得很远（动词+形容词，补语）
- 你的背包旧得很好看（形容词+形容词短语，补语）
- 高兴得跳了起来（副词+动词短语，此时“跳了起来”是状态短语，表示动作，用于修饰“高兴”，如：所有动作完成后，他禁不住高兴得跳了起来。）

### 三者的语境
三者可以简单地认为：
“的”字表示事物的状态，强调的是“的”字前面的词语，定语修饰、限定中心语；
“地”字表示动作的状态，强调的是“地”字前面的词语，状语修饰，限定中心语；
“得”字表示状态的补充，强调的是“得”字后面的词语，补语。

## 句子
句子分為單句及複句。單句分為主謂句及非主謂句。

### 主謂句
主谓句是由主谓短语带上一定的语调构成的句子。
根据谓语词性不同，主谓句可分为名词谓语句、动词谓语句、形容词谓语句、主谓谓语句四种类型。其中，主谓谓语句是由主谓短语充当谓语的主谓句。
如果根据主语的存廢來劃分，主谓句又可分为完全主谓句和不完全主谓句。

#### 完全主謂句
「完全主謂句」就是指句子裡有主謂結構並且主謂部分都顯現出來，沒有被省略的句子。例如：

小強被金錢龜吃了

「被金錢龜吃了」的謂語部分就是對主語「小強」的陳述了。

#### 不完全主謂句
「不完全主謂句」是指句子裡有主謂結構，但主語或謂語部分可能在特定的語境裡承前或蒙後省略了，沒全都顯現出來的句子。例如：

毛小慧問道：「誰被金錢龜吃了？」
余樂天淒然嘆喟：「小強！」

要注意的是，「不完全主謂句」裡，被省略的主語或謂語成分並非不存在，只是在特定語境裡，為簡鍊而省略了，我們是可以按文意酌情補回省略了的主、謂部分而不影響文意的。上例「小強。」便是「不完全主謂句」，我們能按文意補上「～被金錢龜吃了」使之變成「完全主謂句」而意義不變的，但因為承前文毛小慧的問話，不言自明，所以省去謂語部分更好。

### 非主謂句
「非主謂句」跟「不完全主謂句」外觀上相似，不過跟「不完全主謂句」不同，「非主謂句」之所以不呈現主謂結構，並非因為在特定語境承前蒙後而把主語或謂語略省了，而是因為「非主謂句」的確是沒有主謂結構的句子，這是「不完全主謂句」和「非主謂句」的根本分別。譬如，有時在特定場合裡，我們在沒有上文下理的情況下，帶語調地喊一句「小強。」（或「小強！」或「小強？」，或驚恐或歡欣，視乎喊「小強」的是余樂天還是毛小慧），也能表達一個完整的意思。這不是主語或謂語的省略，而是根本無需補出主謂結構。我們雖然可以任意為「小強」補上語境或其他句子成分使之成為主謂句，但無論補上什麼，原句的語意都一定會被改變。也就是說，改了以後，也是另一句句子。我們根本無法在原句本義不變的情況下補出一個合適的主謂結構來。「不完全主謂句」和「非主謂句」的分別就在此顯明了。

### 複句與分句
複句由分句構成（「分句」也有稱為「單句形式」）。有異於短語之於句子，分句在句子裡並不互為句子成分，而且，各分句均已具備單句的形式（可以是單句的主謂句形式或非主謂句形式）。
當然，這獨立性只是相對短語而言。「單句形式」的獨立性還是遜於「單句」的。
我們試以「複句會使用關聯詞語，單句不使用關聯詞語」這句為例。這複句的兩個分句都具備了單句的形式，它們各自是一個完備的主謂句結構，且分句與分句之間也只是並列關係，並不存在主謂賓定狀補等句子成分關係。假使獨立出來，觀之亦與一句完整的單句無異。假使我們把上例兩個單句形式單獨運用來表述意思時，它們就是兩句單句，可以各自有完整的語調。
當然，作為複句，合讀時自有複句的句調，不可割裂。複句裡的分句，也不具備完整的意義，不可獨立應用，不足表述一個完整自足、不用補充的概念。
复句的基本类型有：1、并列复句，2、承接复句，3、递进复句，4、选择复句，5、转折复句，6、假设复句，7、因果复句，8、条件复句，9、解说复句，10、目的复句。

### 把字句与被字句

#### 把字句
该句型是属于宾语前置的一种情况，在现代汉语中，一个完整的句子是比较严格的遵循“主+谓+宾”的顺序结构的。该种句型来自于古汉语，“把”字是将宾语提前的一个特征，成为“主+‘把’+宾+谓”的语序，亦可将“把”看作是谓语，而后的动词看作是谓语补足语。可以认为“把”的语义与英语中的“take ... to ...”相同。
等同于“把”字的动词还有“将”“拿”等，但语境更为书面化（特别是“拿”字句）。
例：
- 小明把鼠标拿到手中。
- 病毒把系统破坏了。
- 我手持钢鞭将你打了。
- 请将书翻到53页。
- 他将旗子举起。
- 夕阳将傍晚的天空照得通红。
- 午时三刻拿重犯开刀问斩。
- 我将拿你是问！（此处的“将”代表将来语态）

#### 被字句
被字句在汉语当中用表示被动语态，此时的次序为“宾+‘被’主+谓”，亦可将被字句看作与把字句相似的句型，二者都是将谓语后置（如果将受动者看成是主语的话）。
但与把字句不同的是：被字句可以省略掉主语，亦可省略“被”字。
汉语中的被字句与英语中的“被动语态”一样。
“被”字也可以用“遭”“叫”“让”“给”字代替（多出现在方言或口语当中，相对少见）以及“为”“受”字代替（多用于书面语和古文）。
例：
- 我被打了。（省略主语）
- 我被他打了。
- 我遭他打了。
- 我给人打了。
- 他叫人给糊弄了。
- 一世英豪竟为奸人所害。
- 受制于人。
- 矿泉水遭他喝完了。
- 你让他骗了。
- 鱼将被小猫吃掉。
- 他被无耻的叛徒出卖。
- 囚犯被关押在一个秘密的地方。

#### 把字句和被字句的转换
把字句和被字句可以相互转换，即按照“宾+‘被’主+谓”和“主+‘把’+宾+谓”的顺序进行互换，在这种情况下，被字句中通常不能有省略掉的成分（在一些文学作品中，根据上下文的连接也可在把字句中省略主语，但和被字句强调的成分不同）。
例：
- 他把我打了↔我被他打了。
- 小魚将被小猫吃掉↔小猫将把小魚吃掉。
- “小猫做了什么？”“把小鱼吃了！”↔“小猫做了什么？”“小鱼被吃了！”（前一句的语境强调施动者的动作，后一句强调受动者的感受）

## 时貌
汉语中动词没有时态的变化，而时态也不如英语中那么分明和强烈，通常是通过时间状语和一些“时态词”（如原来、曾经、了、掉、完成、将、正在、已经、开始、结束等）来表示动作的时間性，稱之為時貌（aspect）。
而表示完成的「了」，通常會跟著一個動詞，來表示動作的完整性。有時也常會拿來作為過去標記，即使它仍可以作為未來標記。
例句：
- 我當了兵。

可能表示說話者目前仍是在「當兵」的這個狀態。
但若在前面加上「那時」，改成「那時我當了兵」，情況就不一定了，可能僅指當時那段時間，或是現在依然是。
- 我當兵了。

強調目前正當兵的這個狀態。與上句相比，此句用於描述一個事件。
- 他看了三場球賽。

句中的「他」可能在一生中看過了許多場球賽，但此說話者描述的是在特定時間（如昨日、上星期）中，他看了三場球賽。
- 他看三場球賽了。

與上述語句相比，此句聚焦於三這個數字。表示已經看了三場球賽，暗示未來可能看更多場。
而「過」字則表現了經驗的描述：
- 我當過兵。

表示說話者有「當兵」的經驗。
- 他看過三場球賽。

表示「他」可能只有「看三場球賽」的經驗，或是說話者想強調「那三場球賽」。
「正在」與「着」字則表現了現在的描述：
- 我（正）在掛畫。

描述掛畫的動作在進行中（動態）。
- 牆上掛着一幅畫。

描述畫已被掛上的事實（靜態）。

## 句子的逻辑结构
句子的意思由句子的短语和词的排列来表达，譬如一个男人出现了，这句句子的意思有“一个男人”和“出现了”来表达。
数句句子的意思由句子的排列来表达。譬如“一个男人出现了，我们要小心。”
数句句子可以有逻辑关系，逻辑可分为形式逻辑，与非形式逻辑。

## 单句的逻辑结构
形式逻辑 是对命题、陈述或断然使用的句子和演绎论证的抽象研究，命题/陈述是由单句来表示。
用形式逻辑的命题表示法，可以系统地表示句子的各种短语和词的关系。

## 句群
句群是大於句子的語言片斷，它是由一組有明晰的中心意思、前後銜接連貫的句子組成的，同時它又是文章段落的組成材料。
句群不同於複句，從書面形式看，複句僅有一個句末標點，而句群不止一個句末標點；複句內部的分句結構比較嚴密，常使用成群的或單個的關聯詞語，而句群中的句子和句子之間在結構上比較鬆散，不需要特別使用關聯詞語來表示句子與句子的語義關係；此外，句群還用詞彙手段關聯句子，也即用相同或相似的詞語來關聯，這也是與複句不同的。
句群和文章的自然段落也不同。一般而言，自然段落是比句群大的語言片段，自然段落通常包含了一個以上的句群。有的時候，段落與句群是重合的，一個句群就是一個自然段落，少數的時候，自然段落比句群還要小，句群裡的句子被分為了幾個自然段落。
句群的分類在語法學上最有意義的是對句群結構類型的分類，這種分類是根據句群內部句子之間組合關係的類型。句群的結構類型常見的有十種：
- 並列關係：特點是句群內部的句子是平等並列的關係，各個句子對一件事物的不同方面進行描述，或從不同角度敘述幾件有密切關係的事物；
- 順承關係：各個句子按時間或事件的發展先後順序排列，前後句子是承接的關係；
- 遞進關係：後面的句子在意思上比前面的句子更進一層；
- 總分關係：句子之間一般是先總說，後分說；
- 選擇關係：各個句子都是說明情況，讓人從中選擇一種；
- 轉折關係：前後的句子在意思上有轉折；
- 因果關係：前後句子有原因和結果的關係；
- 假設關係：也就是前後的句子是假設和結果的關係；
- 條件關係：前面的句子提出條件，後面的句子說出結果；
- 目的關係：前面的句子提到某種行為，後面的句子說到行為的目的。

如果句群內部的句子之間祇有一種結構關係，即一個結構層次，就是簡單句群；如果句群內部的句子結構關係不止一種，其結構層次不止一層，就是多重句群。
句群的切分，是指一個自然段包含有幾個句群時，如何劃分句群的問題。劃分句群，主要是要根據句子之間的語義關係，分出自然段裡有幾個相對獨立的語義中心，圍繞著這些語義中心組合起來的句子，就是一個句群。要注意的是，組成自然段的不但有句群，也會有句子，切分時要把句群和句子分清楚。